# Шахта Нордштерн
Шахта Нордштерн (нем. Zeche Nordstern) — недействующая каменноугольная шахта в районе Орст (нем.) города Гельзенкирхен (федеральная земля Северный Рейн — Вестфалия).

## История
В 1855 году были объединены несколько угледобывающих участков в поселке Орст на северном берегу реки Эмшер (нем.). Образованное таким образом предприятие, получившее название «Блюхер» («Blücher»), в 1857 году открыло первую шахту. Однако уже через год эту шахту пришлось закрыть из-за высокого уровня грунтовых вод. В 1855 году начинается разработка новой шахты несколько юго-западнее Орста. Однако, ввиду неплатежеспособности «Блюхера» работы были приостановлены, до тех пор пока в 1860 году предприятие не было реорганизовано в акционерное общество «Essen-Arenberger Bergbau-Gesellschaft» («Эссенское горнодобывающее общество»).
В 1868 году «Essen-Arenberger Bergbau-Gesellschaft» открывает новую шахту названную «Нордштерн» («Полярная звезда»). Название объяснялось тем, что на тот момент это была самая северная шахта в Рурском регионе. Шурф шахты был оборудован по принципу башни Малахова (нем.). Чтобы избежать затопления во время разлива Эмшера, вокруг шахты были сделаны высокие насыпи.
В 1873 году «Essen-Arenberger Bergbau-Gesellschaft» переименовывается в «Угольную шахту „Нордштерн“» («Steinkohlenbergwerk Nordstern AG»). Добываемый в шахте длиннопламенный уголь был высокого качества, что гарантировало высокую прибыль и помогло предприятию выжить в экономически тяжелые 1870-е — 1880-е годы. С 1890 по 1892 годы рядом с первой шахтой сооружается шахта № 2. После этого количество добываемого угля увеличилось до 850 000 тонн в год. В 1901 году восточнее шахт № 1 и № 2 открывается шахта № 3.
В 1907 году у компании Phoenix AG für Bergbau und Hüttenbetrieb (нем.) была выкуплена ещё одна шахта, которая стала четвертой шахтой предприятия «Нордштерн». В 1915 году рядом с шахтами № 1 и № 2 сооружается коксовый завод. В это время добыча угля составляет 1 500 000 тонн в год. Вследствие последовавшей за Первой мировой войной инфляции в 1925 году все шахты пришлось законсервировать.
В 1926 году происходит объединение предприятий Phoenix AG für Bergbau und Hüttenbetrieb, Vereinigte Stahlwerke (нем.) и «Угольной шахты „Нордштерн“» в единую компанию Gelsenkirchener Bergwerks-AG (GBAG, нем., «Гельзенкирхенская угольная шахта»), а спустя два года и поселок Орст вошел в состав города Гельзенкирхен. Шахты № 1 и № 2 опять начали добычу угля, на берегу канала Рейн-Херне был построен новый коксовый завод с 200-ми коксовальными печами. В 1936 году проводится расконсервация шахт № 3 и № 4, добыча угля достигает 1 600 000 тонн в год. С 1937 по 1939 годы сооружается самый большой в мире газгольдер высотой 149 м, диаметром 80 м с эффективным объемом — 600 000 м³.
В 1944—1945 годах шахта «Нордштерн» сильно пострадала в ходе бомбардировок союзнической авиации. Все работы на шахте были прекращены. После окончания Второй мировой войны добыча угля на шахте постепенно возобновляется. В 1951—1953 годах на шахте № 1 строится новый шахтный подъём с клетьевым подъёмником, на шахте № 2 строится подъемник башенного типа. После угольного кризиса (нем.) возникают трудности сбыта, вследствие чего в 1967 году коксовый завод был закрыт.
27 ноября 1968 года создано новое акционерное общество Ruhrkohle AG (нем.), к которому переходит контроль над «Gelsenkirchener Bergwerks-AG». К 1980 году на шахте «Нордштерн» добывается 1 900 000 тонн угля в год. На предприятии работает 3300 сотрудников.
В 1982 году происходит соединение шахты Нордштерн с шахтой Цольферайн в Эссене.

## Шахта «Нордштерн» сегодня
Начиная со 2-й половины 1980-х годов начинается процесс сворачивания добычи угля в Рурском регионе. С 1986 года начался процесс постепенного закрытия шахты «Нордштерн», который завершился в 1993 году. При подготовке к федеральной садово-парковой выставке (нем.) 1997 года на месте шахты разбивается Нордштерн-парк (нем.). Практически все сооружения и устройства шахты сохранены и служат памятником промышленной культуры XIX — XX веков. В здании шахтоуправления разворачиваются тематические выставки и экспозиции. В рамках проведения проекта Рур 2010 — Культурная столица Европы (нем.) над подъёмником шахты был установлен стеклянный куб с фигурой Геракла, повысив общую высоту башни до 103 м.
Сооружения шахты «Нордштерн» входят в состав регионального проекта Путь индустриальной культуры (нем.) Рурского региона.

## Галерея
- Коксовый завод
- Коксовый завод
- Террикон и подъёмник
- Шахта Нордштерн (паркинг)
- Шахта Нордштерн ночью
- Шахта Нордштерн (2012 год)
- Стеклянный куб и Геркулес (2012 год)